# 2578 생텍쥐페리
2578 생텍쥐페리(Saint-Exupéry, 1975 VW3)는 소행성대에 위치한 작은 소행성으로, 타마라 미하일로프나 스미르노바가 1975년 11월 2일에 발견했다. 임시번호 1975 VW3였던 것에 프랑스의 작가 앙투안 드 생텍쥐페리의 이름이 붙었다.
생텍쥐베리의 소설 《어린 왕자》에서 어린 왕자는 소행성 B 612에서 살고 있다. 소행성 46610 베시두즈는 프랑스어로 B 612를 읽은 것이 바로 그 이름이다.

## 같이 보기
- 프티프랭스 (45 외제니아의 소행성 위성)
- 46610 베시두즈